# Amadeus VI. Savojský
Amadeus VI. Savojský (4. ledna 1334, Chambéry – 1. března 1383, Campobasso), zvaný Zelený hrabě, byl v letech 1343 až 1383 savojský hrabě. Narodil se jako nejstarší syn Aymona Savojského a Jolandy Palaeologiny z Montferratu. Přestože začal vládnout pod regenty, ukázal se sám být mocným panovníkem, pokračujícím v nástupu Savojska jako politické a vojenské evropské mocnosti. Účastnil se křížové výpravy proti Turkům.

## Mládí
Po smrti svého otce v roce 1343 zdědil Amadeus Savojské hrabství. Protože mu bylo jen devět let, svěřil otec ve své poslední vůli vládu dvěma bratrancům jako spoluregentům: Amadeovi III. ze Ženevy a Ludvíkovi II. z Vaud. Oba souhlasili s dokumentem, který omezoval jejich regentskou moc. Ani jeden nemohl učinit žádné významné rozhodnutí bez druhého a rozhodnutí obou podléhala přezkumu rezidenční radou šlechticů.
Krátce poté, co Amadeus převzal hrabství, obnovila jeho sestřenice Johana Savojská své nároky na Savojsko, protože byla dcerou Eduarda Savojského, přestože její nárok byl dříve popřen savojskou polosalickou tradicí. Následujícího roku zemřela a v poslední vůli navzdory svým bratrancům odkázala hrabství Filipu Orleánskému. V roce 1345 vyjednal podobné urovnání, jakého Johana dosáhla s Aymonem, přičemž nárok vyplatil výměnou za 5000 livrů ročně.
Amadeus byl vzdělán fyzicky i mentálně. Rád se učil boji a jízdě na koni. Jeho vzdělání zahrnovaly klasické práce jako De re militari a modernější texty jako De Regimine Principum. Prokázal také nábožnou oddanost, požadoval přenosný oltář a právo, aby za něj jeho kaplan mohl sloužit mši každé ráno, ať je kdekoli. Složil sliby postit se častěji, než bylo pro něj zdrávo, a poté požádal papeže Klementa VI., aby ho těchto slibů zprostil. Papež souhlasil a místo toho ho požádal, aby každý týden nakrmil dvanáct chudých.
Když převzala angevinský trůn Johana I. Neapolská, několik šlechticů v severní Itálii se snažilo využít její nezkušenosti a zmocnit se tamních pozemků. První útoky vedl Jan II. z Montferratu, zatímco Jakub z Peimontu, Amadeův bratranec a vazal, podpořil královnu. Poté, co byla její první armáda v roce 1345 poražena, útočníci se přesunuli na území ovládané Jakubem. V roce 1347 požádal Amadea o pomoc a ten mu poslal armádu. Tato armáda útočníky smetla, přičemž Amadeus se v posledních několika týdnech k bojům připojil. Jan z Montferratu pak naverboval jako pomoc Humberta II. z Viennois, nepřítele Savojských, a Tomáše II. ze Saluzza. Společně dobyli angevinské země. Papež Klement VI. rok 1348 strávil vyjednáváním o příměří k ukončení bojů, s čímž nebyl spokojen žádný z bojovníků.
V letech 1348 až 1351 pustošila Savojsko černá smrt a v některých vesnicích snížila počet obyvatel na polovinu. V roce 1348 si mnoho rolníků myslelo, že to bylo způsobeno tím, že Židé otrávili studny a fontány. Přestože se je kasteláni na některých místech snažili chránit, poměrně dost jich bylo zabito. V Chambéry byli Židé kvůli své ochraně zavřeni na hrad, ale dovnitř se vloupal dav a několik jich zabil. Dvorní úředníci pak byli nuceni shledat zbytek vinným z otravy, jedenáct popravit a uložit zbytku pokutu 160 florinů měsíčně po dobu dalších šesti let.
V roce 1349 Amadeus souhlasil se smlouvou o vzájemné obraně a pomoci mezi sebou, Amadeem ze Ženevy, Jakubem z Piemontu a rodem Visconti, vládnoucím v Miláně. Tato smlouva obsahovala ustanovení o sňatku Galeazza II. Visconti a Blanky Savojské, sestry hraběte Amadea. Na počest jejich sňatku v roce 1350 Amadeus vytvořil řád černé labutě.
V roce 1349 se Humbert II. de La Tour du Pin, poslední dauphin z Viennois, vzdal svého titulu ve prospěch pozdějšího francouzského krále Karla V. Karel byl vnukem francouzského krále Filipa VI. a synem následníka trůnu Jana. Humbert odešel do dominikánského kláštera.

## Savojský hrabě
V roce 1350 se Guichard Tavel, biskup ze Sionu a spojenec Savojska pokusil získat práva některých šlechticů ve Valais na hranici Savojska. On a jeho zaměstnanci byli v srpnu 1351 napadeni. Papež Klement VI. exkomunikoval rebely a Amadeus poslal třicet rytířů. V reakci na to povstalo osm tisíc rolníků a dobylo několik hradů. Bylo posláno sto rytířů, kteří zatlačili rebely zpět. V březnu 1352 Amadeus shromáždil armádu, včetně Amadea ze Ženevy a Jana z Montferratu, a v dubnu se prohnal údolím. Povstalci se rychle poddali a Amadeus znovu nastolil autoritu nad Sionem, kterou jeho strýc Eduard ztratil.
V létě 1352 Hugo ze Ženevy, strýc Amadea ze Ženevy a šlechtic z Dauphiné znovu rozdmýchal dlouhotrvající spor se Savojskem. Savojský hrabě urazil Amadea Ženevského na cti související se smlouvou, kterou vyjednal mezi Savojskem a Dauphiné, a tak Amadeus Ženevský opustil radu a vyzval jednoho z dalších Viléma de la Baume, který nahradil Ludvíka Vaudského v radě. 6. června 1352 savojský hrabě uzavřel spojenectví s Albrechtem II. Rakouským o vzájemné pomoci v konfliktu. Amadeus Savojský shromáždil armádu ze svých italských zemí, aby je přivedl do války. Když překračovali Alpy, znovu propuklo povstání ve Valais a Sionu. Amadeus tam nejprve obrátil svou armádu a 3. listopadu rebely tvrdě porazil. Čtvrtého rána ho jeho poradce Vilém pasoval na rytíře. Poté nechal strhnout část hradeb Sionu a jeho armáda vyplenila město. Občanům udělil vysoké pokuty.
Přezdívku Zelený hrabě si vysloužil, když se na oslavu svých 19. narozenin objevil v sérii turnajů oblečený se zelenými chocholy na přilbě, zeleným hedvábným tabardem přes brnění a svým koněm se zelenými caparisony. Vstoupil s doprovodem jedenácti rytířů oděných v zeleném, každého vedla dáma rovněž oděná v zeleném, která vedla jeho rytířského oře se zelenou šňůrou. Od té doby byla zelená oblíbená barva jeho oblečení a jeho dvora.
Na jaře 1353 Amadeus připravil svou armádu k útoku na Dauphiné. Jan II. Francouzský zasáhl a v červenci uzavřel příměří, protože doufal, že použije obě armády v Gaskoňsku proti Angličanům a bude pokračovat ve stoleté válce. Hugo však příměří okamžitě porušil. Amadeus obléhal Hugovy síly v Gexu od 26. října do 11. listopadu, kdy město porazil a vypálil. Papež Inocenc VI. i Jan vyslali delegace, aby vyjednaly příměří, ale Amadeus a Hugo pokračovali ve svém boji až do dubna 1354. Boje skončily, když Amadeus zničil Hugovu armádu poblíž Les Abrets.
Ve smlouvě uzavřené v Paříži v roce 1355 Amadeus souhlasil s výměnou území v Dauphiné za řekami Rhôna a Guiers za uznání jako nesporného panovníka Faucigny a hrabství Gex, a také za to, že se stane vrchním pánem nad hrabaty z Ženevy, jejichž všechny tituly byly předmětem dřívějšího sporu mezi savojskými hrabaty a dauphiny z Viennois. Amadeus také donutil markýze ze Saluzza, aby mu vzdal hold, čímž rozšířil svou vládu na italskou stranu Alp.
Amadeus se zasloužil o zakoupení území horského průsmyku Col de Largentièes na hranici Francie a Itálie, za částku 60 000 écu. Col de Largentiere měl velký strategický a obchodní význam, protože spojoval Lyon s Itálií; nabízel snadnou cestu mezi Piemontem a odlehlým údolím Barcelonnette, které se dostalo do vlastnictví Savojska, když jej Amadeus nebo jeho dědic převedli z hrabství Provence do hrabství Nice.
To z něj udělalo důležitého hráče v politice severní Itálie. Republiky Janov a Benátky se dlouho dohadovaly o vlastnictví ostrova Tenedos v Egejském moři. Nakonec bylo dohodnuto, že ostrov by měl být svěřen savojskému hraběti.

## Křížová výprava
Amadeus v roce 1366 zahájil křížovou výpravu proti Muradovi I. z Osmanské říše, aby pomohl svému bratranci Janovi V. Palaiologovi, byzantskému císaři, synovi císařovny vdovy Anny Savojské. V tomto tažení se Amadeus spojil s Františkem z ostrova Lesbos a uherským králem Ludvíkem. Společně vyhnali Turky z Gallipoli. Toto vítězství však mělo krátké trvání, protože o několik let později Gallipoli ve prospěch tureckého sultána Murada I. opět ztratili. V této době byl císař Jan V. v zajetí Bulharů. Amadeus obrátil své síly proti Bulharsku a dobyl černomořské přístavy Mesembria a Sozopol. Poté obléhal Varnu a poslal carovi Ivanu Alexandrovi ultimátum, aby propustil Jana V. nebo utrpí další porážku. Ivan Alexandr Jana V. propustil a Amadeus se vrátil strávit zimu do Mesembrii, kam přijel s Janem V. před Vánoci

## Poslední roky
V letech 1372 až 1373 bojoval s Enguerrandem VII. ze Coucy v Itálii jako součást papežova vojska proti rodině Visconti.
V roce 1377 nařídil instalaci prvních veřejných mechanických hodin v regionu a ustanovil úředníka, který je měl udržovat. Vytvořil systém státem podporované pomoci chudým, jeden z prvních svého druhu ve světě pozdního středověku.
V roce 1381 v Turíně byl prostředníkem mezi Janovem a Benátkami a sponzoroval mírovou smlouvu, která ukončila válku Chioggia a větší benátsko-janovskou válku. Později Amadea přesvědčil vzdoropapež Klement VII., aby doprovázel vévodu Ludvíka z Anjou na výpravě do Neapole. Zde se v roce 1382 hrabě podělil s Ludvíkem o úspěšné dobytí Abruzza a Apulie. Amadeus zemřel v Campobasso 1. března 1383 ve věku 49 let.

## Manželství a potomci
Po celé jeho mládí probíhala jednání, aby se oženil s královskou nevěstou. V roce 1338 se zasnoubil s Markétou Lucemburskou, tříletou dcerou budoucího císaře Karla IV. O roku 1340 byl zasnouben s Johanou Bourbonskou, neteří francouzského krále Filipa VI. Tento sňatek by mu přinesl věno padesát tisíc zlatých. V roce 1347 zasnoubení zrušil a zasnoubil se s Johanou Burgundskou, dcerou Filipa Burgundského a Jany z Auvergne. Tím by se Amadeus stal dědicem jejího bratra Filipa I. Burgundského. Tříletá dědička byla přivedena k savojskému dvoru k vychování. V létě 1351 byl poslán Amadeus za Eduardem III. Anglickým, aby se oženil s jeho dcerou Isabelou. Proti tomuto sňatku však protestoval Amadeus ze Ženevy. Johana Burgundská zůstala u dvora až do 18. dubna 1355, kdy byla poslána do kláštera v Poissy, aby dožila svůj život.
V roce 1355 se jednadvacetiletý Amadeus v Paříži oženil s o sedm let mladší Bonou Bourbonskou, švagrovou francouzského krále Karla V. Měli spolu tři děti:
- dcera (*/† 1358)
- Amadeus VII. Savojský (1360–1391) ⚭ 1377 Bona z Berry (1362/65–1435), hraběnka z Armagnacu
- Ludvík Savojský (*/† 1364)

## Vývod z předků
|                      |                                    |  |                           |                           |  |  |  |  |  |  |  | Tomáš I. Savojský |
|                      |                                    |  |                           |                           |  |  |  |  |  |  |  |                   |
|                      | Tomáš II. Savojský                 |  |                           |                           |  |  |  |  |  |  |  |                   |
|                      |                                    |  |                           |                           |  |  |  |  |  |  |  |                   |
|                      |                                    |  |                           | Markéta ze Ženevy         |  |  |  |  |  |  |  |                   |
|                      |                                    |  |                           |                           |  |  |  |  |  |  |  |                   |
|                      | Amadeus V. Savojský                |  |                           |                           |  |  |  |  |  |  |  |                   |
|                      |                                    |  |                           |                           |  |  |  |  |  |  |  |                   |
|                      |                                    |  |                           | Teodor III. Fieschi       |  |  |  |  |  |  |  |                   |
|                      |                                    |  |                           |                           |  |  |  |  |  |  |  |                   |
|                      | Beatrix z Fieschi                  |  |                           |                           |  |  |  |  |  |  |  |                   |
|                      |                                    |  |                           |                           |  |  |  |  |  |  |  |                   |
|                      |                                    |  |                           | Simona della Volta        |  |  |  |  |  |  |  |                   |
|                      |                                    |  |                           |                           |  |  |  |  |  |  |  |                   |
|                      | Aymon Savojský                     |  |                           |                           |  |  |  |  |  |  |  |                   |
|                      |                                    |  |                           |                           |  |  |  |  |  |  |  |                   |
|                      |                                    |  |                           |                           |  |  |  |  |  |  |  |                   |
|                      |                                    |  |                           |                           |  |  |  |  |  |  |  |                   |
|                      | Guido II. z Baugé                  |  |                           |                           |  |  |  |  |  |  |  |                   |
|                      |                                    |  |                           |                           |  |  |  |  |  |  |  |                   |
|                      |                                    |  |                           |                           |  |  |  |  |  |  |  |                   |
|                      |                                    |  |                           |                           |  |  |  |  |  |  |  |                   |
|                      | Sibyla z Bauge                     |  |                           |                           |  |  |  |  |  |  |  |                   |
|                      |                                    |  |                           |                           |  |  |  |  |  |  |  |                   |
|                      |                                    |  |                           |                           |  |  |  |  |  |  |  |                   |
|                      |                                    |  |                           |                           |  |  |  |  |  |  |  |                   |
|                      | Dauphine di Saint-Bonnet           |  |                           |                           |  |  |  |  |  |  |  |                   |
|                      |                                    |  |                           |                           |  |  |  |  |  |  |  |                   |
|                      |                                    |  |                           |                           |  |  |  |  |  |  |  |                   |
|                      |                                    |  |                           |                           |  |  |  |  |  |  |  |                   |
| Amadeus VI. Savojský |                                    |  |                           |                           |  |  |  |  |  |  |  |                   |
|                      |                                    |  |                           |                           |  |  |  |  |  |  |  |                   |
|                      |                                    |  | Michael VIII. Palaiologos |                           |  |  |  |  |  |  |  |                   |
|                      |                                    |  |                           |                           |  |  |  |  |  |  |  |                   |
|                      | Andronikos II.                     |  |                           |                           |  |  |  |  |  |  |  |                   |
|                      |                                    |  |                           |                           |  |  |  |  |  |  |  |                   |
|                      |                                    |  |                           | Theodora Dukaina Vatatzés |  |  |  |  |  |  |  |                   |
|                      |                                    |  |                           |                           |  |  |  |  |  |  |  |                   |
|                      | Theodor I. z Montferratu           |  |                           |                           |  |  |  |  |  |  |  |                   |
|                      |                                    |  |                           |                           |  |  |  |  |  |  |  |                   |
|                      |                                    |  |                           | Vilém VII. z Montferratu  |  |  |  |  |  |  |  |                   |
|                      |                                    |  |                           |                           |  |  |  |  |  |  |  |                   |
|                      | Jolanda z Montferratu              |  |                           |                           |  |  |  |  |  |  |  |                   |
|                      |                                    |  |                           |                           |  |  |  |  |  |  |  |                   |
|                      |                                    |  |                           | Beatrix Kastilská         |  |  |  |  |  |  |  |                   |
|                      |                                    |  |                           |                           |  |  |  |  |  |  |  |                   |
|                      | Jolanda Palaeologina z Montferratu |  |                           |                           |  |  |  |  |  |  |  |                   |
|                      |                                    |  |                           |                           |  |  |  |  |  |  |  |                   |
|                      |                                    |  |                           | Sbaralia Spinola          |  |  |  |  |  |  |  |                   |
|                      |                                    |  |                           |                           |  |  |  |  |  |  |  |                   |
|                      | Opicino Spinola                    |  |                           |                           |  |  |  |  |  |  |  |                   |
|                      |                                    |  |                           |                           |  |  |  |  |  |  |  |                   |
|                      |                                    |  |                           | Markéta z Brienne         |  |  |  |  |  |  |  |                   |
|                      |                                    |  |                           |                           |  |  |  |  |  |  |  |                   |
|                      | Argentina Spinola                  |  |                           |                           |  |  |  |  |  |  |  |                   |
|                      |                                    |  |                           |                           |  |  |  |  |  |  |  |                   |
|                      |                                    |  |                           | Tomáš I. ze Saluzza       |  |  |  |  |  |  |  |                   |
|                      |                                    |  |                           |                           |  |  |  |  |  |  |  |                   |
|                      | Violanta ze Saluzza                |  |                           |                           |  |  |  |  |  |  |  |                   |
|                      |                                    |  |                           |                           |  |  |  |  |  |  |  |                   |
|                      |                                    |  |                           | Luigia di Ceva            |  |  |  |  |  |  |  |                   |
|                      |                                    |  |                           |                           |  |  |  |  |  |  |  |                   |